# La 2
La 2 (antes chamado La Dos e TVE2) (literalmente, O dois), é o segundo canal de televisão espanhol de propriedade para o serviço público de radiodifusão. Sua primeira transmissão foi em 15 de Novembro de 1966. Ao contrário do La 1 canal irmão, não é um canal abertamente populista, e sim como a BBC Two no Reino Unido ou a portuguesa RTP2 é famoso por uma mais "intelectual" estilo de programação (frequentemente popular com estudantes universitários) que caracteriza os documentários da vida selvagem, clássico filmes nacionais e estrangeiros, mais "alternativo" da série de TV americana - Will & Grace, Six Feet Under, Veronica Mars, etc relatórios - de investigação e as meias-finais do Festival Eurovisão da Canção.

## História
No entanto, TVE2 tem um índice de audiência muito baixos, o mais baixo entre as nações-canais de TV de largura. Ao contrário da BBC, ambos os canais TVE mostra anúncios publicitários durante e entre os programas, embora a evolução recente da política do Governo de TV tem sugerido a possibilidade do levantamento de todos os tipos de publicidade do canal.
Durante o ano Aznar os noticiários La 2 noite apresentado por Lorenzo Milá (e, posteriormente, por Fran Llorente) foram vistos por algumas pessoas como uma alternativa refrescante para o que muitos consideravam ser propaganda do governo sobre TVE1, apesar de ambos os canais a ser controladas pelo Estado.
Na sequência dos socialistas vitória na eleição geral de 2004, Mila ter Alfredo Urdaci como âncora do Evening News em La 1, que perdeu a sua posição tradicional de primeira na lista de classificação do programa de notícias. Também agora como durante a José María Aznar, os La 1 anos tem sido considerada como propaganda do governo por algumas pessoas.